# Dobojewo (Darżkowo)
Dobojewo – przysiółek wsi Darżkowo w Polsce, położony w województwie pomorskim, w powiecie bytowskim, w gminie Kołczygłowy.
W latach 1975–1998 przysiółek administracyjnie należał do województwa słupskiego.